# Сейсмічний каротаж
Каротаж сейсмічний (рос. карот(т)аж сейсмичный; англ. seismic well logging; нім. seismische Bohrlochmessung f) — дослідження пружних властивостей гірських порід в стінках бурових свердловин шляхом визначення швидкості сейсмічних хвиль, коеф. їх відбивання, проходження і поглинання. 
Результати К.с. використовуються для інтерпретації даних сейсмічної розвідки, дослідження літологічного складу і фіз. властивостей (проникність, пористість тощо) порід, а також для виділення нафтогазоносних продуктивних пластів і для контролю техн. стану свердловин (напр., визначення якості цементування). 

## Різновиди
Розрізняють інтеґральний С.к., в якому джерело (вибухове) розташовують поблизу поверхні Землі, а приймачі розміщують всередині свердловин, і диференційний С.к., коли джерело та приймач переміщують разом всередині свердловини. Інтеґральний С.к. застосовують для визначення середніх властивостей товстих (понад 50-100 м) пластів і дослідження картини коливань, що викликаються різними сейсмічними хвилями всередині середовища (вертикальне сейсмічне профілювання). Використовують свердловинні сейсмоприймачі та реєструвальну апаратуру польової сейсморозвідки; реєструють коливання в діапазоні частот 20-250 Гц. Диференційний С.к. застосовують для вивчення сейсмічних властивостей в шарах товщиною до 1-2 м; з цією метою реєструють коливання з частотами 10-100 кГц (акустичний каротаж, ультразвуковий каротаж). Використовуються свердловинні зонди, що містять магнітострикційні або п’єзоелектричні випромінювачі, та приймачі, які застосовуються як електромеханічні перетворювачі пружних коливань. Реєстрацію проводять на поверхні Землі в пересувній сейсмокаротажній станції, куди сигнали передаються від зонда по кабелю.